# 平維盛
平 維盛（たいら の これもり）は、平安時代末期の平家一門の武将。平清盛の嫡子平重盛の嫡男。
美貌の貴公子として宮廷にある時には「光源氏の再来」と称された。治承・寿永の乱において大将軍として出陣するが、富士川の戦いで敗北し、倶利伽羅峠の戦いでは壊滅的な敗北を喫する。父の早世もあって一門の中では孤立気味であり、平氏一門が都を落ちたのちに戦線を離脱、那智の沖で入水したとされている。

## 生涯

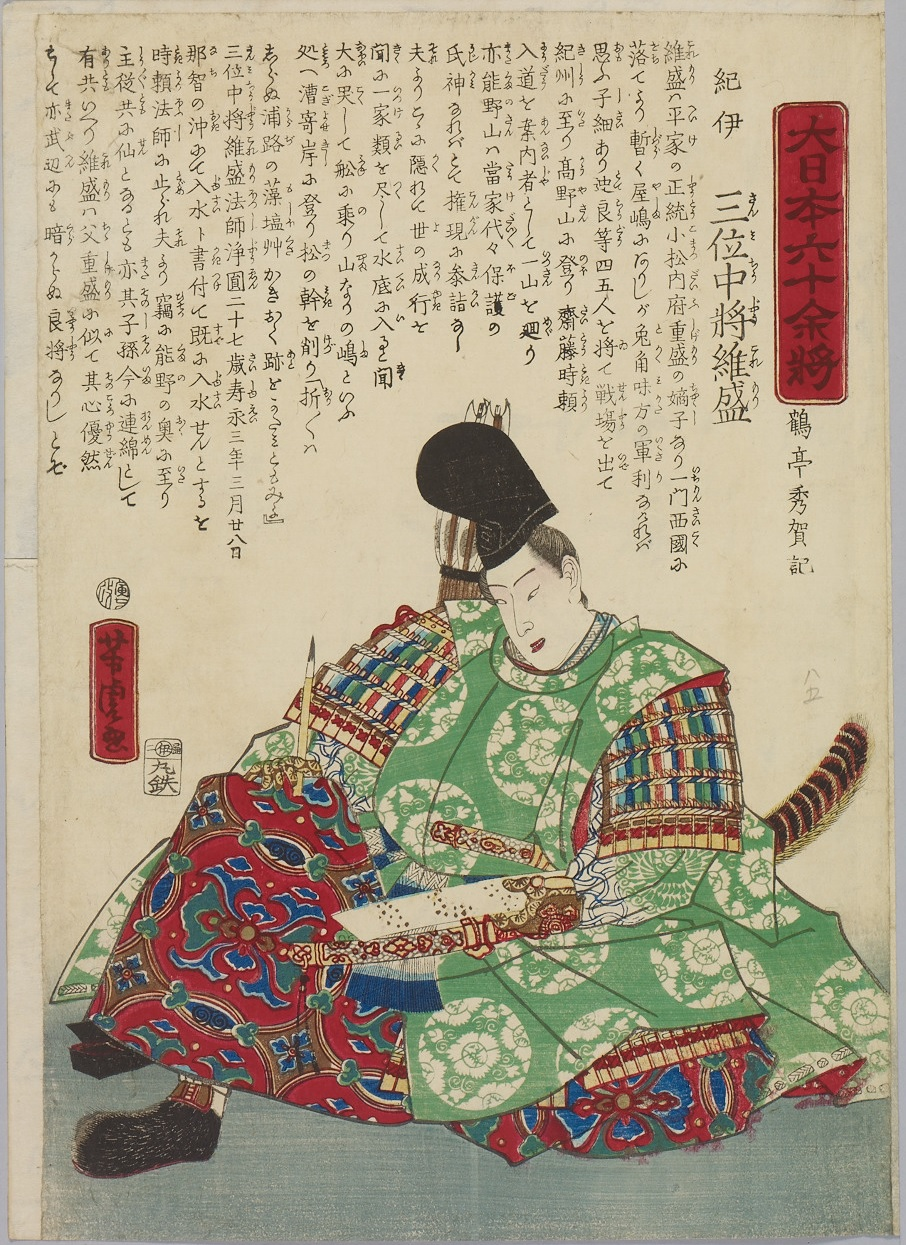
歌川芳虎『大日本六十余将』の維盛

### 誕生と維盛の生母
平治元年（1159年）、平氏棟梁である平清盛の嫡男・重盛の長男として生まれる。
母は官女とされるが、出自など詳細は不明。重盛には妻として平時信の娘で掌侍で内裏女房だった坊門殿がおり、維盛の母をこれに比定する説もある。坊門殿は清盛の後妻の平時子の妹で、その兄妹には時忠や建春門院滋子がいる。維盛が坊門殿の子であれば、宗盛達や高倉天皇とは従兄弟という間柄になる。

### 初期の官歴
維盛は『尊卑分脈』『公卿補任』『平家物語』等では重盛の嫡男とされている。
一方で維盛は仁安2年（1167年）2月7日に叙爵され、美濃権守となっているが、異母弟資盛は前年の11月21日に叙爵、11月30日に越前守となっている。九条兼実の日記『玉葉』の嘉応2年（1170年）7月23日条では、資盛を「嫡男」と記していることなどから、この時点では資盛が嫡子であったという説や、実際には資盛が年長であったという説もある。嘉応元年（1169年）正月には、資盛とほぼ同時に従五位上に昇進している。
嘉応2年（1170年）7月、資盛は殿下乗合事件の当事者となり、以降の昇進が停滞する。事件が一応解決を見せた12月、父の重盛が権大納言を病のため辞したが、その際に維盛を右近衛権少将に推挙している。
高橋秀樹はこの時期に維盛が嫡子にされたのではないかとしている。維盛12歳の時である。承安2年 （1172年）、藤原成親の次女・新大納言局を正室に迎える。この年には叔母の平徳子が中宮となったのに伴い、中宮権亮となった。『玉葉』に維盛が登場するのはこの頃が初めてであるが、「14歳であるというのに作法が優美で人々が驚嘆している」と兼実は記している。

### 安元御賀
安元2年（1176年）3月、後白河法皇50歳の祝賀が行われた。この祝賀での維盛の様子は『玉葉』や『安元御賀日記』、『建礼門院右京大夫集』などで詳細に記されており、『平家物語』や『平家公達草子』でも広まり、維盛の名を大いに知らしめるものとなった。
初日の3月4日には「萬歳楽」「太平楽」「陵王」「落尊入綾」を舞い、「けふの舞のおもてはさらにさらに是にたぐふ有るまじくみえつるを」と法皇から賛辞を受け、御衣を賜った。臨席した四条隆房はその様子を次のように評している。
「維盛少将出でて落蹲入綾をまふ、青色のうえのきぬ、すほうのうへの袴にはへたる顔の色、おももち、けしき、あたり匂いみち、みる人ただならず、心にくくなつかしきさまは、かざしの桜にぞことならぬ」
3月5日には舟遊びが催され、優れた笛の演奏を賞された。
3月6日には烏帽子に桜の枝、梅の枝を挿して｢青海波｣を舞い、その美しさから桜梅少将と呼ばれる。また『建礼門院右京大夫集』では「今昔見る中に、ためしもなき（美貌）」とされ、その姿を光源氏にたとえている。さらに平家を嫌う九条兼実も「容顔美麗、尤も歎美するに足る」と評している。

### 重盛の死
治承3年（1179年）7月、清盛の後継者と目されていた父・重盛が病死し、叔父の平宗盛が平氏の棟梁となると、維盛ら重盛の息子達は平氏一門で微妙な立場となる。重盛の母方には有力な親族がおらず、鹿ケ谷の陰謀で殺害された藤原成親の妹が妻であったことで、重盛の後継者としての地位が生前から揺らいでいた。また、維盛自身も成親の娘を娶っていたことがいっそう影響していた。そうした中で重盛の死後に後白河法皇が重盛の知行国越前国を没収したことは、重盛の遺児である維盛らの生活基盤を脅かすものであり、重盛一族（小松家）の離反回避に努めていた清盛を強く刺激した。一知行国に過ぎない越前国を巡る対立が治承三年の政変による後白河法皇幽閉にまで発展した背景には、清盛と重盛及びその子供達との微妙な関係があったと考えられている。

### 平家の大将
治承4年（1180年）5月26日、以仁王の挙兵では大将軍として叔父・平重衡と共に反乱軍を追討すべく宇治に派遣される。同行した維盛の乳母父で侍大将の伊藤忠清ら平氏家人の奮戦により、乱は鎮圧される。この際、忠清は兵を南都（奈良）へ進めようとする重衡・維盛の勇み足を「若い人は兵法を知らない」と諫めて制止している。
同年9月5日、源頼朝ら源氏の挙兵に際して維盛は東国追討軍の総大将となる（富士川の戦い）。出発しようとする維盛と日が悪いので忌むべきだという侍大将の忠清で内輪もめとなり、結局出発は月末まで遅れた。出陣する大将維盛の武者姿は、絵にも描けぬ美しさだったという。
東海道を下る追討軍は、出発が伸びている間に各地の源氏が次々と兵を挙げ、進軍している情報が広まっていたために兵員が思うように集まらず、夏の凶作で糧食の調達もままならなかった。何とか兵員を増やしながら駿河国に到着、追討軍の到着を待って甲斐源氏（武田軍）討伐に向かった平氏側の駿河国目代は、富士川の麓で武田軍と合戦となり惨敗する（鉢田の戦い）。10月17日、当時の戦闘の作法として武田軍が維盛の陣に送ってきた書状の「かねてよりお目にかかりたいと思っていましたが、幸い宣旨の使者として来られたので、こちらから参上したいのですが路が遠く険しいのでここはお互い浮島ヶ原で待ち合わせましょう」という不敵な内容に伊藤忠清が激怒し、使者2人の首を斬った。10月18日、富士川を挟んで武田軍と向き合う平氏軍は『平家物語』では7万の大軍となっているが、実際には4千騎程度で、逃亡や休息中に敵軍へ投降するなどで、残兵は1千から2千騎ほどになっていた。鎌倉の頼朝も大軍を率いて向かっており、もはや平氏軍に勝ち目はなかった。
維盛は引き退くつもりはなかったが、伊藤忠清は再三撤退を主張、もはや士気を失っている兵達もそれに賛同しており、維盛は撤退を余儀なくされる。富士川の陣から撤収の命が出た夜、富士沼に集まっていた数万羽の水鳥がいっせいに飛び立ち、その羽音を敵の夜襲と勘違いした平氏の軍勢はあわてふためき総崩れとなって敗走する。
11月、維盛はわずか10騎程度の兵で命からがら京へ逃げ帰った。清盛は維盛の醜態に激怒し、「何故敵に骸を晒してでも戦わなかったのか、おめおめと逃げ帰ってきたのは家の恥である」として維盛が京に入ることを禁じた。
養和元年（1181年）閏2月、清盛が病没する。3月、墨俣川の戦いで叔父の重衡らと共に大将軍となり、勝利を収める。6月10日、右中将・蔵人頭となり小松中将と呼ばれる。維盛はこの年の12月に従三位に叙され公卿となったが、この前年には宗盛の長男・清宗が11歳で従三位に叙されている。

### 北陸追討と都落ち
寿永2年（1183年）4月、維盛を総大将として木曾義仲追討軍が逐次出発し、平氏の総力を結集した総勢10万（4万とも）の軍勢が北陸に向かう。『平家物語』の「北陸下向」によると、遠征軍は進軍路で兵糧調達のため乱暴な取り立てを行いながら進軍した。これは養和の大飢饉の後のため、兵糧米が京都付近では十分に調達出来なかったので、進軍路での兵糧調達「追捕（ついぶ）」を朝廷から許可されたためである。また出発前に京でも兵糧調達のために乱暴したことが『玉葉』に記述されている。だが5月には倶利伽羅峠の戦い、6月には篠原の戦いで義仲軍に大敗。『玉葉』によると、4万の平氏軍で甲冑を付けていたのは4、5騎で平氏軍の過半数が死亡、残りは物具を捨てて山林に逃げたが討ち取られたという。平氏第一の勇士であった侍大将の平盛俊、藤原景家、忠経（伊藤忠清の子）らは一人の供もなく敗走した。敵軍はわずかに5千、かの3人の侍大将と大将軍（維盛）らで権威を争っている間に敗北に及んだという。

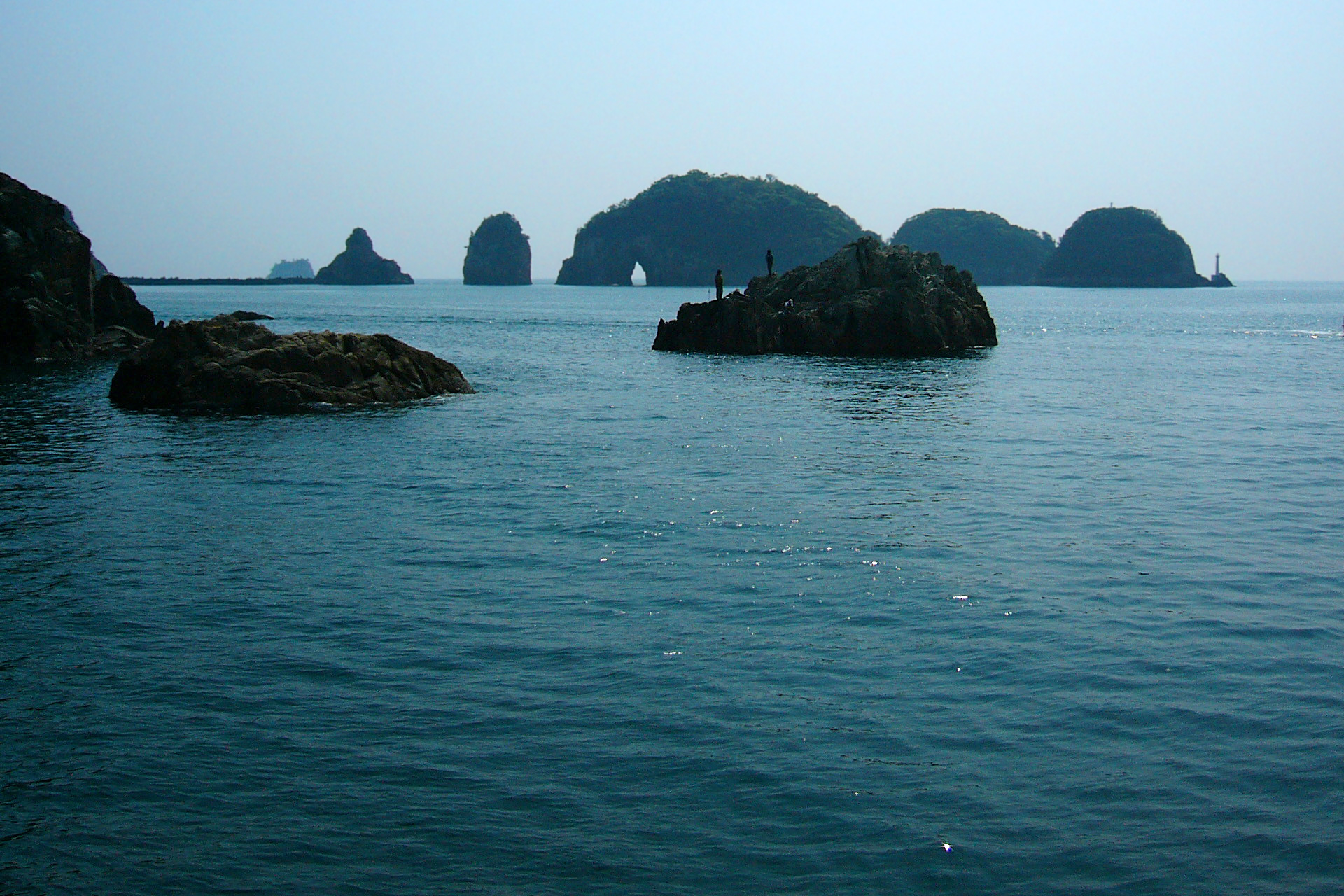
紀の松島

同年7月、平氏は都を落ちて西走する。『平家物語』の「一門都落ち」では、嫡男六代を都に残し、妻子との名残を惜しんで遅れた維盛とその弟たち重盛系一族の変心を、宗盛や知盛が疑うような場面がある。

### 維盛の死の謎
寿永3年（1184年）2月、維盛は一ノ谷の戦い前後、密かに陣中から逃亡する。これ以降は文献により諸説があり、正式な死亡日とその死因は不明である。
『玉葉』の2月19日条によると、「伝聞、平氏帰住讃岐八島（中略）又維盛卿三十艘許相卒指南海去了云々」とあり30艘ばかりを率いて南海に向かったという。この時異母弟の忠房も同行していたという説もある。のちに高野山に入って出家し、熊野三山を参詣して3月末、船で那智の沖の山成島に渡り、松の木に清盛・重盛と自らの名籍を書き付けたのち、沖に漕ぎだして補陀落渡海（入水自殺）したとされる。
維盛入水の噂は都にも届き、親交のあった建礼門院右京大夫はその死を悼む歌を詠んでいる。
「春の花の　色によそへし　おもかげの　むなしき波の　したにくちぬる」
「かなしくも　かゝるうきめを　み熊野の　浦わの波に　身しづめける」—建礼門院右京大夫集
熊野の伝承では一ノ谷の戦い後に戦線を離脱し、小森谷渓谷（龍神村）に隠れ住んでいたという。そこで地元に住むお万という娘と恋仲になったが、壇ノ浦の戦いで平家が敗れたことを知り、護摩壇山で平家の行く末を占ったところ凶が出たため、維盛は小森谷を出て那智の海に入水したとされている。それを知ったお万は滝に身を投げたといわれており、小森谷渓谷には維盛の屋敷跡と伝わる場所があるほか、お万が白粉を流した「白壺の滝」、紅を溶かした「赤壺の滝」、身を投げたとされる「お万が淵」がある。
その一方、『源平盛衰記』に記された藤原長方の日記『禅中記』の異説によれば、維盛は入水ではなく熊野に参詣したのち都に上って後白河法皇に助命を乞い、法皇が頼朝と交渉し頼朝が維盛の関東下向を望んだため鎌倉へ下向する途中の相模国の湯下宿で病没したという。ただし『禅中記』のこの部分は現存していない。『吉記』の寿永3年（1184年）4月の条に、維盛の弟忠房が密かに関東へ下向し、許されて帰洛するという風聞が記されているが忠房は同記に翌年の12月に鎌倉に呼ばれた後に斬首されたと書かれており、矛盾するので前者の忠房は維盛の誤りとみることができる。寿永3年2月、一ノ谷の戦い前後に屋島を脱走して4月ごろ相模で病死したとも考えられている。

### 墓所

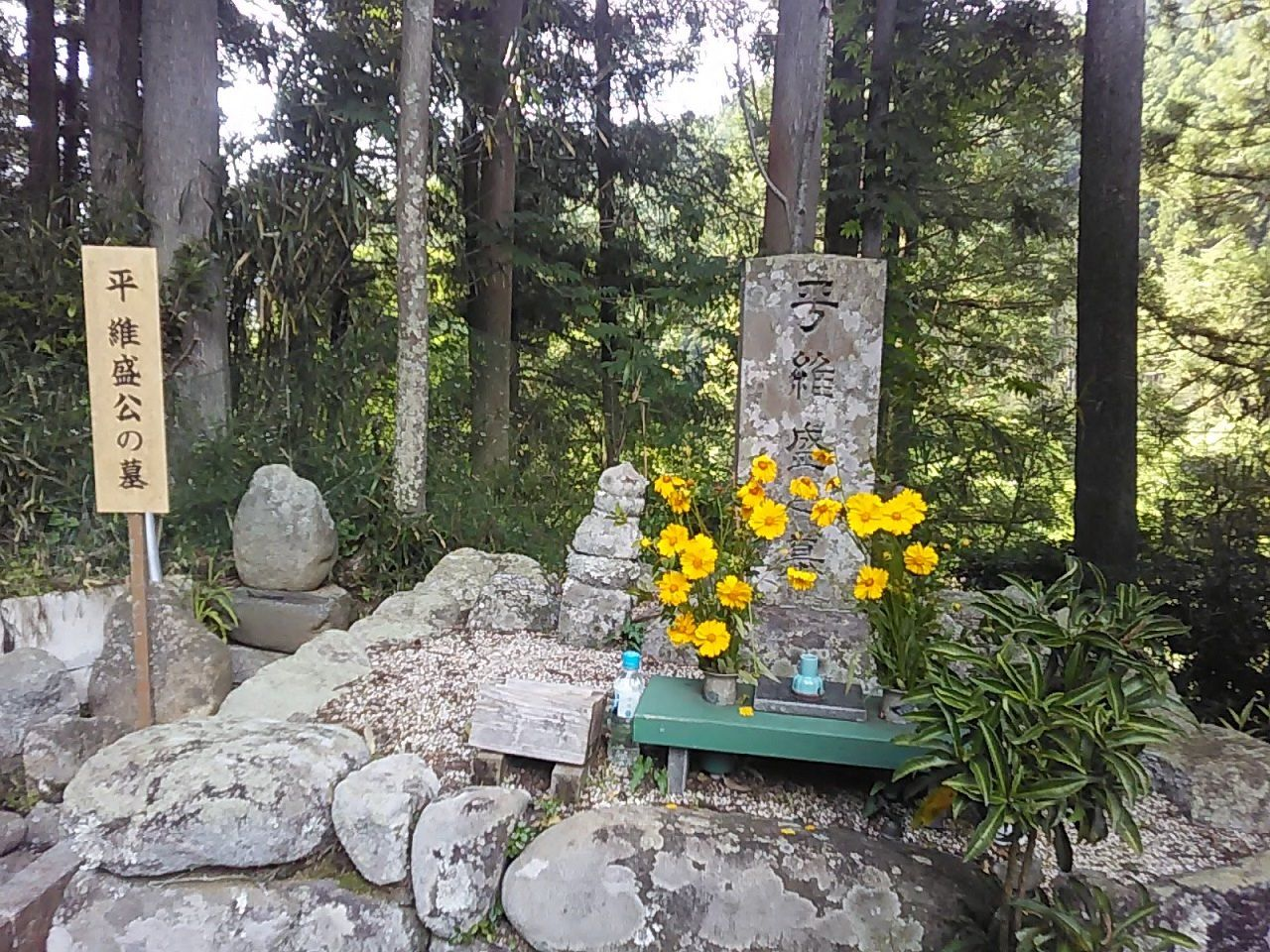
伝・平維盛の墓(津市成覚寺)

入水した、とされるため、確定した墓所はない。那智の補陀洛山寺には供養塔がある。しかし前述の通り、それ以降の生存説があり、また全国各地に隠棲・落人伝説が残るため（「平家の落人」参照）、各地に墓所とされるものが残る。奈良県十津川村大字五百瀬の山中、奈良県野迫川村の平維盛の里や、静岡県富士宮市芝川町稲子、三重県津市芸濃町の成覚寺、などに、維盛の墓所とされるものが残る。

## 官歴
※日付＝旧暦
- 仁安2年（1167年）2月7日：従五位下（東宮・憲仁親王御給）。美濃権守
- 仁安4年（1169年）正月5日：従五位上
- 嘉応2年（1170年）12月30日：右近衛権少将
- 嘉応3年（1171年）
  - 正月18日：丹波権介兼任
  - 4月7日：正五位下
- 承安2年（1172年）2月10日：中宮権亮（中宮・平徳子）
- 承安3年（1173年）3月9日：従四位下
- 安元2年（1176年）
  - 正月30日：伊予権介兼任
  - 12月5日：従四位上
- 治承2年（1178年）
  - 12月15日：春宮権亮（東宮・言仁親王）。中宮権亮を辞任
  - 12月28日：正四位下
  - 月日不詳：禁色勅許
- 治承4年（1180年）
  - 2月21日：春宮権亮を辞任（安徳天皇践祚）
  - 4月27日：昇殿
- 治承5年（1181年）
  - 6月10日：右近衛権中将。蔵人頭
  - 改元して養和元年12月4日：従三位。右近衛権中将如元
- 養和2年（1182年）3月8日：伊予権守兼任
- 寿永2年（1183年）8月6日：解官

## 系譜
- 父：平重盛（1138-1179）
- 母：官女 - 平時信の娘の坊門殿?
- 正室：建春門院新大納言（1160?-?） - 藤原成親次女
  - 男子：平高清（1173?-?） - 六代
- 妾：建春門院新中納言（?-1184） - 平親宗娘
- 妾：藤原光忠娘
- 生母不明の子女
  - 男子：平維基?
  - 女子：夜叉御前

## 画像集

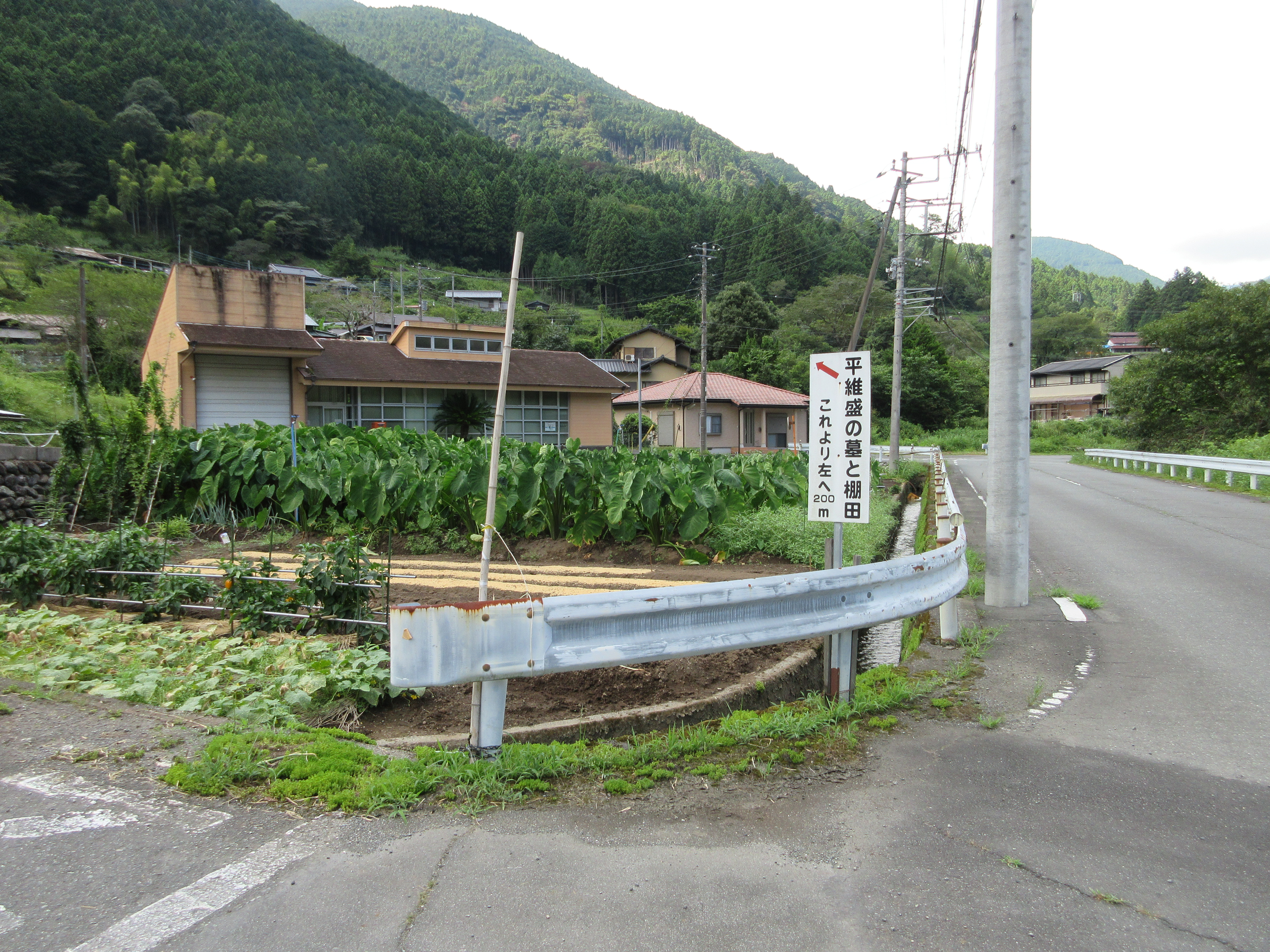
平維盛の墓案内板（静岡県富士宮市上稲子、身延線稲子駅から国道398号線上る）
平維盛の墓(棚田の中にあり江戸時代に修復されたもの）
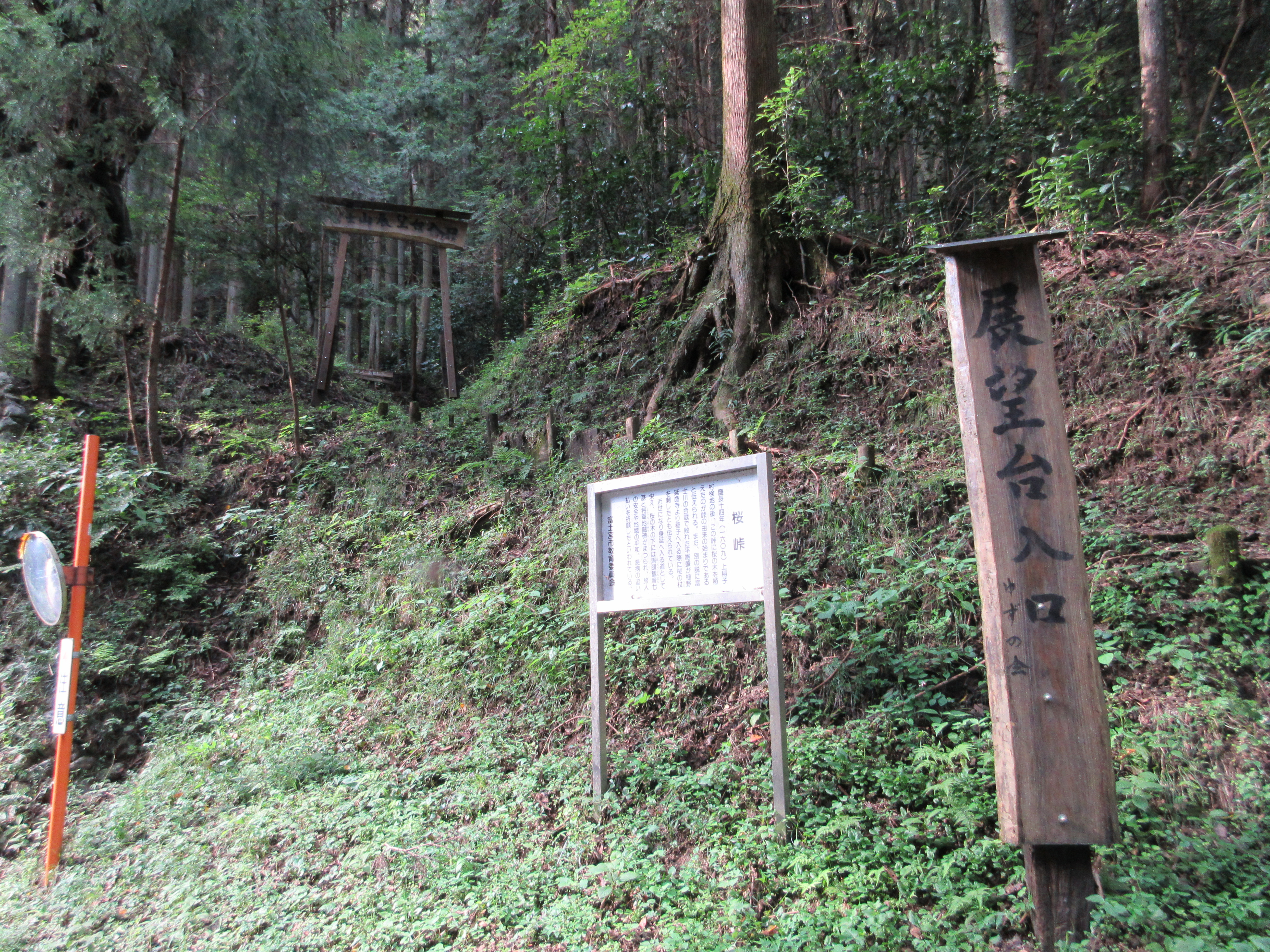
桜峠由来板(静岡県富士宮市上柚野、平維盛由来について記述あり）